# Den gamla jukeboxen
Den gamla jukeboxen är en låt skriven av Lasse Lindbom, och framfördes av gruppen Landslaget i den svenska Melodifestivalen 1975, där bidraget slutade på sjunde plats, och låten gavs ut på singel samma år. Den utkom också på albumet Den gamla jukeboxen.
Låten blev en framgång på Svensktoppen, där den låg i 11 veckor under perioden 20 april-29 juni 1975.
Samma år spelade Bingos in en cover på låten på albumet Svenska festivalmelodierna -75 m.